# Aneka
Aneka, seudónimo de Mary Sandeman (Edimburgo, 20 de noviembre de 1947) es una cantante británica de música disco y pop, llegó a la primera posición de la lista de singles del Reino Unido en agosto de 1981 con la exitosa canción Japanese Boy.
Era muy conocida por la imagen oriental que adoptó para sus canciones. Después de su breve incursión en el pop, volvió a su nombre real y se restableció como una intérprete consumada de música tradicional escocesa.

## Biografía
Debutó en 1981 con la canción "Japanese Boy", la canción se mantuvo en la cima de listas del Reino Unido por una semana, pero en las listas durante doce semanas. El éxito se repitió de manera similar solamente en Alemania y Austria" Ooh Shooby Doo Doo Lang"  , quien junto a "Little Lady" y el éxito de "Japanese Boy" ha ayudado a las ventas del álbum tomó su título del primer sencillo, Japanese Boy. Luego, se publicaron  Heart to Beat y Rose, Rose, I Love You editados como singles. 
Debido a su popularidad, Aneka hizo presentaciones en Alemania, España y Estados Unidos.
Aneka luego abandonó el título de Aneka y continuó con la carrera de cantante folk que había comenzado antes de su fama. 
Aneka apareció en un documental de Channel 4 de 2006 titulado 'Bring Back The One Hit Wonders' . Justin Lee Collins intentó organizar una actuación única de tantos one hit wonders como fuera posible, pero a pesar de ponerse en contacto con Aneka, ella se negó a participar porque no quería viajar a Londres desde su casa en Escocia y no tenía ningún deseo de interpretar el éxito que la hizo un lugar en la historia del pop. Sin embargo, afirmó que "Japanese Boy" vendió cinco millones de copias en todo el mundo.
Desde entonces ha confirmado su retiro de la música y lo último que se supo de ella fue que trabajaba como guía turística a tiempo parcial para la ciudad escocesa de Stirling .
Años después, en el año 2002 apareció el tema "Japanese Boy" en el juego de GTA:Vice City, ya que este juego de 2002, está basado en 1986 y la canción suena en una de las radios.
Actualmente y bajo su verdadero nombre Mary Sandeman, es cantante de Scottish Symphony Orchestra.

## Vida personal
Aneka está divorciada de su marido, Angus, que era médico. Tuvieron dos hijos, Duncan e Iain. Su hermano, David, murió en un accidente aéreo en 1975.

## Discografía

### Álbum
- 1981 - Japanese Boy

### Singles
- 1981 - Japanese Boy
- 1981 - Little Lady
- 1982 - Ooh Shooby Doo Doo Lang
- 1982 - I Was Free
- 1983 - Heart to Beat
- 1984 - Rose, Rose, I Love You